# Mária porosz hercegnő (1855–1888)
Mária porosz hercegnő (németül: Prinzessin Marie von Preußen, Prinzessin von Sachsen-Altenburg, hollandul: Prinses Maria der Nederlanden, Prinses van Oranje-Nassau, teljes nevén Marie Elisabeth Louise Frederika; Potsdam, 1855. szeptember 14. – Drezda, 1888. június 20.) porosz hercegnő, első házassága révén holland királyi és oránia–nassaui hercegné, második házassága révén szász–altenburgi hercegné.

## Élete
Mária porosz hercegnő 1855. szeptember 14-én jött világra a potsdami Marmorpalaisban Frigyes Károly porosz herceg (1828–1885) és Mária Anna anhalti hercegnő (1837–1906) elsőszülött gyermekeként. A családban rajta kívül még öt gyermek – négy leány és egyetlen fiú – született, azonban egyikük csecsemőként elhalálozott. Mária porosz hercegnő édesapja magas rangú tisztként szolgált a porosz hadseregben; a korszak valamennyi porosz háborújában harcolt. A hercegnő édesanyja művelt asszony volt, aki azonban szenvedett házasságában.
1878. augusztus 24-én a potsdami Neuen Palaisban Mária porosz hercegnő feleségül ment Henrik holland királyi herceghez (1820–1879), akinek a második felesége lett. A holland és egyben oránia–nassaui herceg II. Vilmos holland király és Anna Pavlovna orosz nagyhercegnő harmadszülött fia volt; 1850 óta luxemburgi kormányzóként működött. A holland királyfi első felesége, egy szász–weimar–eisenachi hercegnő 1872-ben halt meg anélkül, hogy gyermekkel ajándékozta volna meg férjét. Henrik herceg és Mária porosz hercegnő házasságra dinasztikus okból került sor: a holland királyi családot férfi ágon a kihalás veszélye fenyegette. Ennek ellenére a kapcsolatból nem született gyermek; és alig egy évvel az esküvőt követően, 1879. január 14-én Henrik holland királyi herceg meghalt.
Hat évnyi özvegység után Mária porosz hercegnő feleségül ment Albert szász–altenburgi herceghez (1843–1902), Eduárd szász–altenburgi herceg fiához. A menyegzőt 1885. május 6-án tartották a német fővárosban. A kiváló sportember hírében álló Albert herceg és Mária hercegnő házasságát egyetértés jellemezte; kapcsolatukból két leánygyermek született:
- Olga Erzsébet (1886–1955), férje gróf Carl Friedrich von Pückler-Burghauss
- Mária (1888–1947), férje XXXV. Henrik köstritzi herceg, házassága révén Reuss–Köstritz hercegnéje.

Második leánya születése után Mária porosz hercegnő gyermekágyi lázat kapott és 1888. június 20-án, alig harminchárom évesen elhunyt. A hercegnőt a szász–altenburgi uralkodócsalád mauzóleumában temették el. Férje halála után három évvel újranősült; a második házasságból nem született gyermeke.

## Fordítás
- Ez a szócikk részben vagy egészben  a   Marie von Preußen (1855–1888) című német Wikipédia-szócikk ezen változatának fordításán alapul.  Az eredeti cikk szerkesztőit annak laptörténete sorolja fel. Ez a jelzés csupán a megfogalmazás eredetét és a szerzői jogokat jelzi, nem szolgál a cikkben szereplő információk forrásmegjelöléseként.